# K5 League Daejeon/Sejong/Chungcheongnam-do 2019
Die K5 League Daejeon/Sejong/Chungcheongnam-do 2019 war die erste Spielzeit als höchste Amateurspielklasse und die erste Spielzeit insgesamt im südkoreanischen Fußball gewesen. Die Saison begann im April und endete im Oktober. Anschließend folgten die Play-off-Spiele.

## Teilnehmer und ihre Spielstätten
| Team                                            | Stadt                                           | Heimstadion                                     | In der Liga seit                                | Vorjahresplatzierung                            |                                                 |
| K5 League Daejeon/Sejong/Chungcheongnam-do 2019 | K5 League Daejeon/Sejong/Chungcheongnam-do 2019 | K5 League Daejeon/Sejong/Chungcheongnam-do 2019 | K5 League Daejeon/Sejong/Chungcheongnam-do 2019 | K5 League Daejeon/Sejong/Chungcheongnam-do 2019 | K5 League Daejeon/Sejong/Chungcheongnam-do 2019 |
| ----------------------------------------------- | ----------------------------------------------- | ----------------------------------------------- | ----------------------------------------------- | ----------------------------------------------- | ----------------------------------------------- |
| Sejong Ukil FC                                  | Sejong-Stadt                                    | Bukang-Saenghwal-Sportpark                      | 2019                                            | Aufsteiger aus der K6 League                    |                                                 |
| Taean Dongin FAMILY                             | Taean-gun                                       | Bukang-Saenghwal-Sportpark                      | 2019                                            | Aufsteiger aus der K6 League                    |                                                 |
| Hongseong Hongju FC                             | Hongseong-gun                                   | Bukang-Saenghwal-Sportpark                      | 2019                                            | Aufsteiger aus der K6 League                    |                                                 |
| Daejeon Daedeok Winnerstar                      | Daejeon                                         | Bukang-Saenghwal-Sportpark                      | 2019                                            | Aufsteiger aus der K6 League                    |                                                 |
| Gongju FC Baekje                                | Gongju                                          | Bukang-Saenghwal-Sportpark                      | 2019                                            | Aufsteiger aus der K6 League                    |                                                 |
| Cheonan Sangyong                                | Cheonan                                         | Bukang-Saenghwal-Sportpark                      | 2019                                            | Aufsteiger aus der K6 League                    |                                                 |

## Reguläre Saison
| Pl. | Verein                         | Sp. | S | U | N | Tore    | Diff. | Punkte |
| --- | ------------------------------ | --- | - | - | - | ------- | ----- | ------ |
| 1.  | Daejeon Daedeok Winnerstar (N) | 5   | 5 | 0 | 0 | 029:100 | +28   | 15     |
| 2.  | Sejong Ukil FC (N)             | 5   | 4 | 0 | 1 | 017:800 | +9    | 12     |
| 3.  | Hongseong Hongju FC (N)        | 5   | 3 | 0 | 2 | 015:110 | +4    | 09     |
| 4.  | Cheonan Sangyong (N)           | 5   | 2 | 0 | 3 | 018:200 | −2    | 06     |
| 5.  | Gongju FC Baekje (N)           | 5   | 1 | 0 | 4 | 008:180 | −10   | 03     |
| 6.  | Taean Dongin FAMILY (N)        | 5   | 0 | 0 | 5 | 006:350 | −29   | 0      |

| Zum 5. Spieltag:                                                                                            |  |
| Qualifikation zur K5-League-Meisterschaft und Qualifikation zum Korean FA Cup 2020 Abstieg in die K6 League |  |
| |  |
| Zum Saisonende 2018:                                                                                        |  |
| (N) Aufsteiger aus der K6 League                                                                            |  |

## Statistik

### Torschützenliste
Bei gleicher Anzahl von Treffern sind die Spieler alphabetisch geordnet.
| Platz | Spieler        | Mannschaft                 | Tore |
| ----- | -------------- | -------------------------- | ---- |
| 01    | Kim Seong-kwan | Cheonan Sangyong           | 7    |
| 02    | Jin Heui-seong | Daejeon Daedeok Winnerstar | 6    |
| 03    | Choi Kyeong-su | Hongseong Hongju FC        | 5    |
| 0     | Lee Won-heui   | Daejeon Daedeok Winnerstar | 5    |
| 05    | Park Yong-won  | Cheonan Sangyong           | 4    |

## Aufstiegsspiele
In den Aufstiegsspielen zur K5 League Daejeon/Sejong/Chungcheongnam-do spielen die Staffelsieger aus der K6 League um den Aufstieg gegeneinander. Der Aufsteiger wird über ein K.-o.-System ausgespielt.

### Teilnehmende Mannschaften
An den Aufstiegsspielen qualifizierten sich folgende Mannschaften:
- Der Sieger der K6 League Chungcheongnam-do-Staffel A[3]: Asan Onju FV
- Der Sieger der K6 League Chungcheongnam-do-Staffel B[4]: Yesan Naeposuam FV
- Der Sieger der K6 League Sejong-Staffel[5]: Sejong United FC
- Der Sieger der K6 League Daejeon-Staffel[6]: Daejeon Doksuri FC

### Halbfinale
|                    | Ergebnis |                    |
| ------------------ | -------- | ------------------ |
| Daejeon Doksuri FC | 3:0      | Yesan Naeposuam FC |
| Sejong United FC   | 0:2      | Asan Onju FV       |

### Finale
|                    | Ergebnis |              |
| ------------------ | -------- | ------------ |
| Daejeon Doksuri FC | 5:0      | Asan Onju FV |

Anmerkung: Damit steigt Daejeon Doksuri FC in die K5 League auf.